# Drehbuch

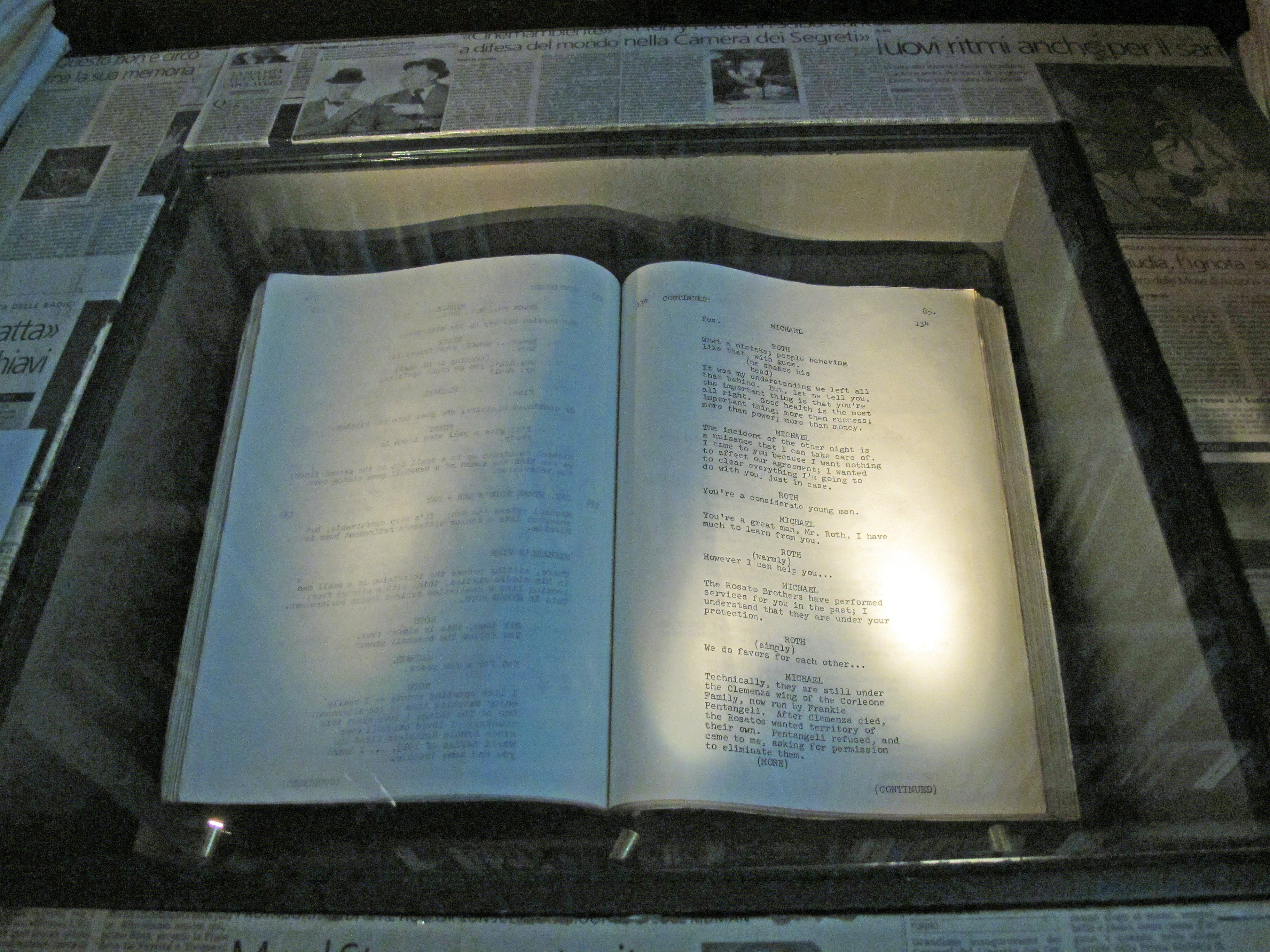
Der Pate – Teil II, ein Drehbuch von Mario Puzo und Francis Ford Coppola.

Ein Drehbuch (auch Filmskript oder Skript, vor allem historisch auch Filmdrama; in der Filmpraxis oft bloß Buch genannt) ist die textliche Grundlage eines Films bzw. Spielfilms. Der Autor eines Drehbuchs ist der Drehbuchautor. Anhand seiner Vorlage treffen Filmemacher anderer Gewerke ihre organisatorischen, technischen und künstlerischen Entscheidungen.
Das Spielfilm-Drehbuch stellt die Handlung und die Dialoge eines fiktionalen Films Szene für Szene, in der finalen Fassung manchmal Einstellung für Einstellung dar. Die Informationen in einem Drehbuch sind auf das sicht- und hörbare Wesentliche der Handlung konzentriert. Es beinhaltet Figuren, Requisiten, Ausstattung, Licht- und Wettersituationen, Geräusche und Stimmen, sofern sie für die Handlung von Bedeutung sind. Drehbücher finden auch in handlungsstarken Videospielen sowie im Dokumentarfilm Verwendung.
Drehbücher können Romane oder Dramen für den Film adaptieren (adaptiertes Drehbuch), oder sie entstehen aus einer originären Idee des Autors oder eines beteiligten Filmemachers (Originaldrehbuch).
Das Drehbuch wird grundsätzlich nicht als eine eigenständige literarische Gattung betrachtet, dennoch werden Drehbücher auch veröffentlicht. Verlegt werden etwa erfolgreich verfilmte Drehbücher oder auch Drehbücher, die gar nicht zur Filmproduktion vorgesehen sind und vom Leser ähnlich einem Lesedrama konsumiert werden.

## Entstehungsgeschichte
Drehbücher wurden zu Beginn der Filmgeschichte noch nicht gebraucht. Das Interesse an einer inszenierten bzw. dramaturgisch gestalteten Handlung wie im Theaterstück kam erst langsam auf. Filme entstanden ohne schriftliche Planung oder nach rudimentären Aufzeichnungen. Außerdem wurden mitunter Texte anderer Medien verwendet, etwa Zeitungsberichte für die Nachstellungen berühmter Boxkämpfe.
Der Filmpionier Georges Méliès erkannte als Erster das erzählerische Potential des jungen Mediums und drehte ab 1896 ausschließlich inszenierte Filme. Für die Verfilmung von Theaterstücken wurden damals die jeweiligen Theaterstücke selbst verwendet, und auch die ersten Drehbücher – die frühesten erhaltenen stammen von 1904 – unterscheiden sich formal nicht vom Drama. Diese ersten Drehbücher heißen Scenario, der Begriff stammt vermutlich aus der Commedia dell’arte.
Seit 1905 wurden Autoren sporadisch im Film genannt, seit 1912 regelmäßig. Damals wurden Filme sogar den Autoren zugeordnet, wie im Drama. Um 1909 wurden die Drehbücher detaillierter; das erste voll entwickelte amerikanische Drehbuch schrieb die Schauspielerin Gene Gauntier: From the Manger to the Cross (USA 1912). Amerikanische und französische Passionsspiele spielten eine wichtige Rolle in der Entwicklung langer Filmformen und damit für die Entwicklung des Drehbuchs. Zu dieser Zeit gewann das Drehbuch an Bedeutung, auch dank Produzent Thomas Ince, der in Zusammenarbeit mit Autoren ein sogenanntes Continuity Script als Vorlage für den Film entwickelte. In Filmzeitschriften fanden sich erstmals Hinweise, wie Drehbücher zu verfassen seien. In den USA entstand zudem das Scenario Fever, mit dem Drehbuchschreiben zum Volkssport wurde; zahlreiche Preise wurden ausgeschrieben. Das Fever endete mit der Etablierung des amerikanischen Studio-Systems und der Festanstellung von Autoren.
Inzwischen konnten anerkannte Schriftsteller und Dramatiker für das Verfassen von Drehbüchern gewonnen werden. Ihr Renommee verhalf dem Film zu künstlerischer Anerkennung und einem größeren Kreis an Zuschauern. Ein erstes deutsches Beispiel war Paul Lindau, der das Drehbuch zu Der Andere (Deutschland 1913) verfasste. Der italienische Schriftsteller und Dichter Gabriele D’Annunzio konzipierte Schrifttafeln für Cabiria (Italien 1914). Auch in den USA gab es Versuche, zum Beispiel von Samuel Goldwyn, namhafte Autoren für die Studioproduktion zu gewinnen; viele Drehbücher und Filme erschienen aber „zu literarisch“.
Im Verlauf der 1920er Jahre, spätestens mit dem Aufkommen des Tonfilms, wurde der Drehbuchautor zu einem Stamm-Mitarbeiter in der Filmproduktion. Mit dem Tonfilm fand das Drehbuch auch seine (beinahe) endgültige Form, das Master Scene Script.

## Drehbuchentwicklung

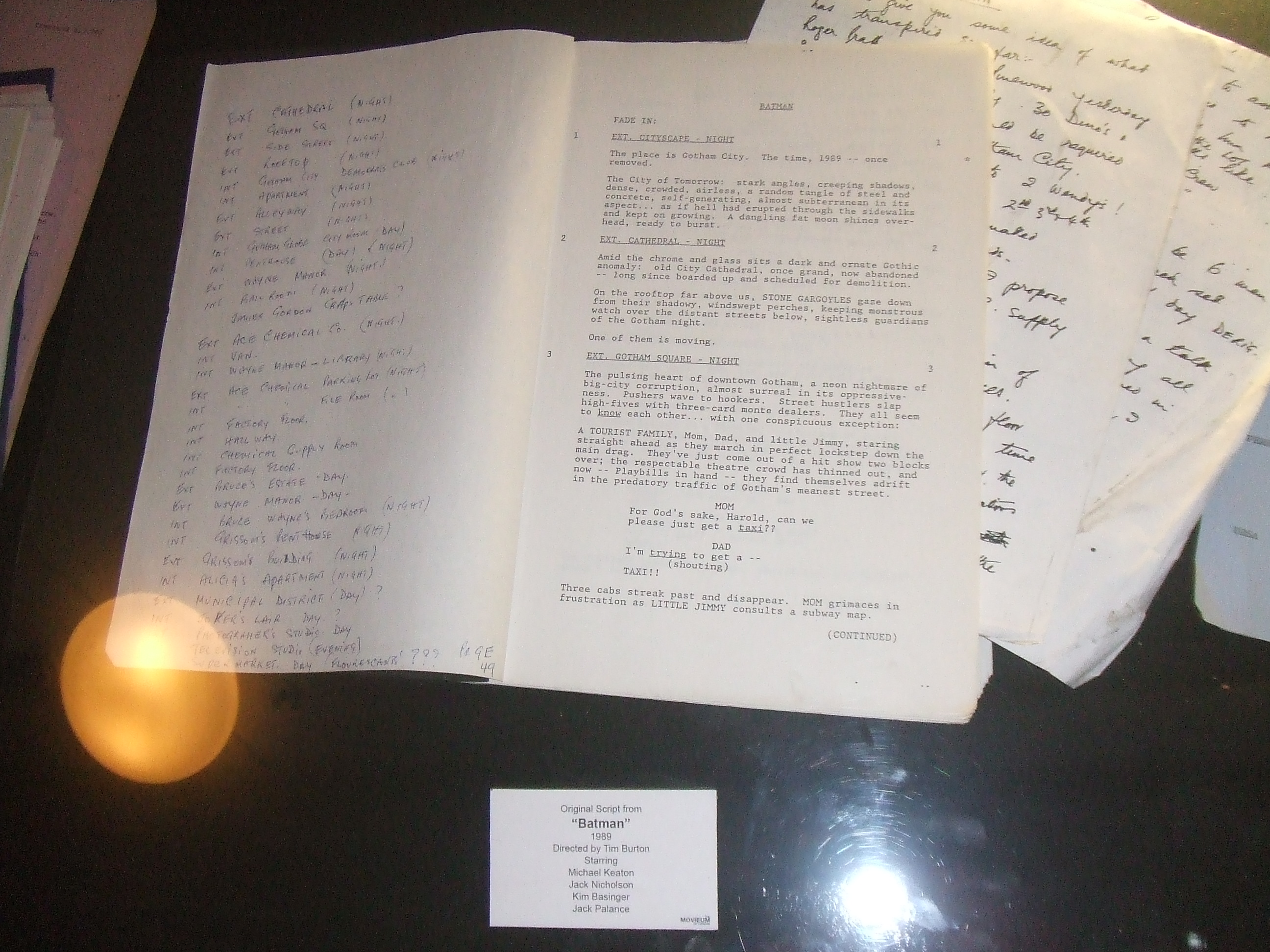
Batman, ein Drehbuch von Sam Hamm und Warren Skaren.

Die Drehbuchentwicklung kann frei erfolgen, üblich begründet sie aber als Auftragsarbeit ein Vertragsverhältnis: Der Autor verpflichtet sich zur Entwicklung des Erzählstoffs, dafür stehen ihm Leistungen des Produzenten zu. Die Arbeit an einem Drehbuch verläuft in mehreren Entwicklungsphasen und entlang verschiedener Textformen, zum Beispiel für die Einreichung bei Produktionsfirmen, Fernsehsendern oder zur Filmförderung. Nicht alle diese Phasen werden immer, manche von ihnen hingegen mehrfach durchlaufen.
Das „Exposé“ stellt ähnlich wie beim Exposé in der Literatur die grundlegende Stoffidee dar, den Spannungsaufbau, die Figuren und ihre Handlungen. Im „Treatment“ werden die Handlung und ihre Hintergründe ausformuliert und erzählchronologisch gegliedert. Eine Aufteilung in Szenen erfolgt meist noch nicht. Über die Länge, Detailtiefe und die Unterscheidung zwischen den einzelnen Textformen gibt es unterschiedliche Auffassungen. So kann ein Exposé zwei bis vier aber auch 15 bis 20 Seiten lang sein, was an anderer Stelle wiederum als Treatment verstanden werden kann. Zudem kann zwischen Treatment und Szenarium (auch Bildertreatment, wobei Bild hier synonym für Szene ist, vgl. das Bild im Theater) unterschieden werden, einer detailliert szenischen Form. Es ist in der Zusammenarbeit also oft eine Verständigung über die Vorstellungen und Erwartungen über den zu verfertigenden Text nötig.
Die Drehbuchentwicklung wird während dieser Schritte von Sitzungen mit den Produktionspartnern begleitet. Dabei werden auch Regisseure und gegebenenfalls Dramaturgen oder Script Doctors in den Prozess einbezogen. Mit dem Einverständnis von Autor und Produzent (und oft Sender) beginnt der Autor schließlich, das Drehbuch zu schreiben. Drehbücher werden in mehreren Fassungen überarbeitet und dabei Eingebungen des Regisseurs, des Produzenten oder anderen in die Drehbuchentwicklung involvierten Filmschaffenden berücksichtigt. Frühe Fassungen mögen nur kurze Anregungen für konkrete Einstellungen und andere Entscheidungen anderer Gewerke enthalten, bis zu den Dreharbeiten entsteht jedoch eine detaillierte Drehfassung (auch Shooting Script). Bis die Drehfassung steht, vergehen mehrere Monate und viele Besprechungen. Oft arbeiten mehrere Autoren an einem Buch, und es kann vorkommen, dass der ursprüngliche Autor nicht mehr an der Entstehung der Drehfassung beteiligt ist.
Das fertige Drehbuch kann schließlich noch in ein Storyboard umgesetzt werden. Es enthält eine zeichnerische Vorstellung davon, was im Bild zu sehen sein soll.

## Drehbuchformat

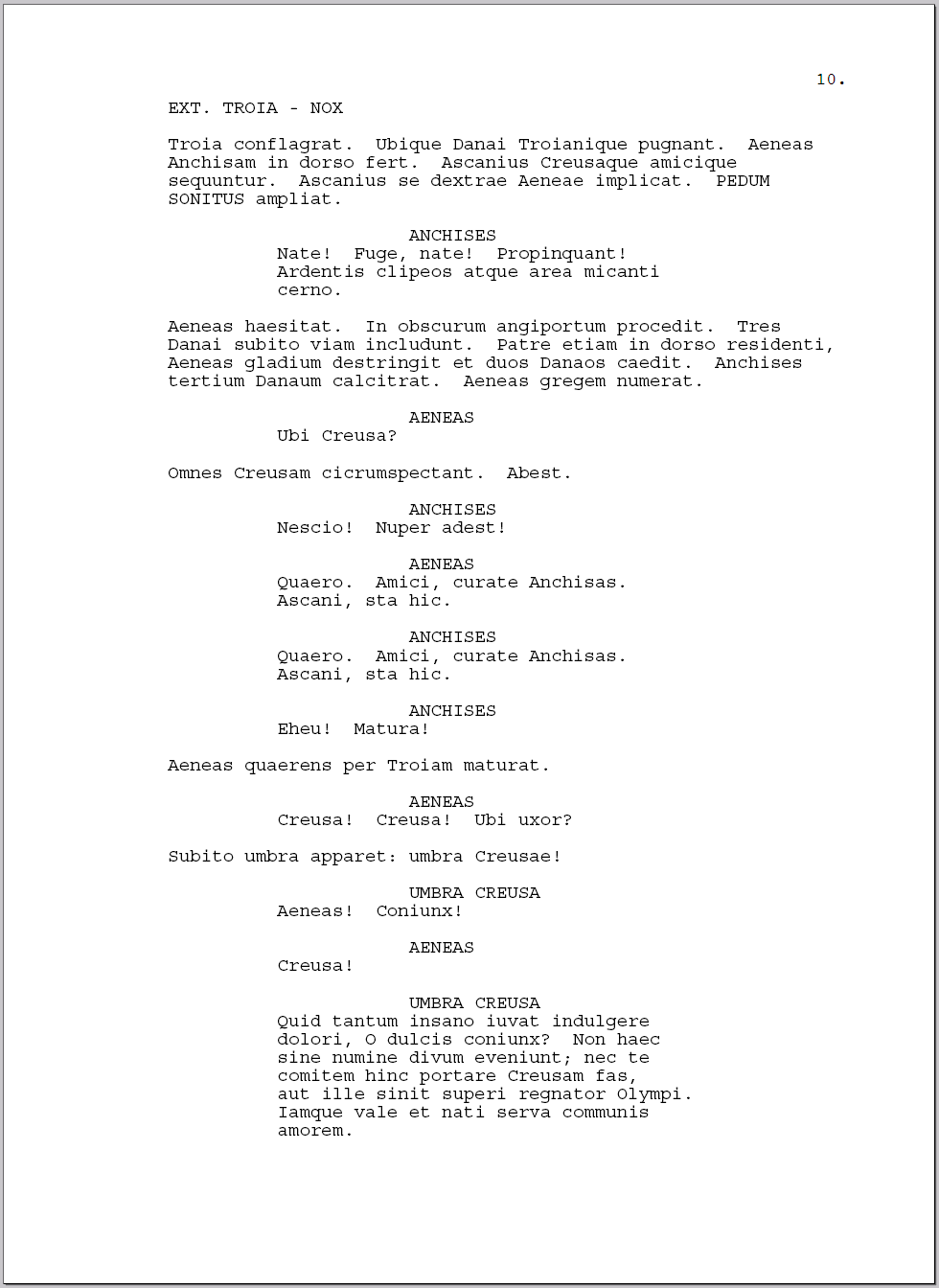
Die Seite eines Muster-Drehbuchs.

Früher unterschied sich in Europa und den USA die formale Gestaltung des Drehbuchs; so wurde in Europa lange Zeit das Sichtbare und das Hörbare des Films in zwei getrennten Spalten nebeneinander geschrieben. Inzwischen hat sich die amerikanische Drehbuchform, das Master Scene Format, durchgesetzt. Es existiert in seiner heutigen Form etwa seit der Mitte des 20. Jahrhunderts. Daraus erklärt sich auch die verwendete Schriftart Courier, eine Schreibmaschinenschrift mit fester Zeichenbreite. Das Tabellenformat findet noch sporadisch im Dokumentarfilm oder als Vorlage für den Filmschnitt Anwendung.
Die amerikanische Drehbuchform normiert neben der Schriftart auch Schriftgröße und Layout. Der große Vorteil liegt darin, dass in den meisten Fällen „eine Drehbuchseite“ etwa „einer Filmminute“ entspricht. Das gilt nicht exakt für jede Seite, gleicht sich aber meist aus. Das Drehbuch für einen Film von 90 Minuten besteht dementsprechend aus etwa 90 Seiten. Damit weiß der Drehbuchautor bereits beim Schreiben anhand der Seitenzahl, in welcher Filmminute sich eine Szene ungefähr befindet. Bei Drehbüchern mit wenig Dialog oder einer ungewöhnlichen Erzählform ist diese Faustregel allerdings nicht anwendbar.
Ein Drehbuch ist in Szenen gegliedert, die nach Zeit und Räumlichkeit voneinander unterschieden werden. Ein Schauplatzwechsel oder ein Zeitsprung bedeuten das Ende der alten und den Beginn einer neuen Szene. Eine neue Szene beginnt mit einer Überschrift in Großbuchstaben, die Ort und Zeit der Szene bestimmt. Für die Filmproduktion werden Orte nach Innen- und Außen-Motiven unterschieden und Zeiten auf Tag und Nacht, selten Dämmerung reduziert, also auf die Verfügbarkeit von natürlichem Licht.
Auf die Überschrift folgt eine Beschreibung der Szene, zum Beispiel der Figuren, Requisiten, Ausstattung, Geräuschkulisse, des Wetters und der beobachteten Handlungen – sofern und nur in dem Maße, in dem sie für den Film von Bedeutung sind und noch nicht in einer früheren Szene beschrieben wurden. Einstellungen, Kameraanweisungen und Töne werden groß geschrieben.
Sprechen Figuren, werden Figurenname, darunter der Dialogtext und gegebenenfalls Sprechanweisungen, die sich aus der Handlung nicht ergeben, eingerückt wiedergegeben. Die Dialog-Anmerkung Off oder O.S. für Off Screen heißt, dass die sprechende Figur sich zwar in der Szene befindet, jedoch nicht im Bild zu sehen ist, während V.O. für Voice-over eine Stimme bezeichnet, die in der Post-Produktion in die Szene eingefügt wird.